# Аль-Узза
Аль-Узза (араб. العزى — могутня) — богиня планети Венера. Згадується в Корані в сурі Ан-Наджм.
Зустрічається в домусульманській ономастиці (див. Абд аль-Узза).
Аль-Узза відома на Синаї, в державах Набатея, Ліхйан під ім'ям Хан-Узза. Відома також y самудських арабів, арабів Південної Аравії й Іраку.
До V—VI ст. аль-Узза зайняла положення одного з верховних божеств Аравії, зокрема у арабів центральної Аравії (Хіджаз, Хіра, Набатея) вона разом з богинями Аллат і Манат входила в тріаду богинь-дочок Аллаха. На півдні центральної Аравії виступає як дружина Аллаха, матері аль-Лат і Манат.
Основним центром поклоніння аль-Уззі була долина Хурад біля Мекки, на початку торгового шляху до Сирії й Іраку. У Нахлі, між Меккою та Таїфом, знаходилося одне зі святилищ аль-Узза (аль-Узза ас-Са'іда). Воно являло собою три священних дерева-самура (акація), над якими споруджено будівлю, покриту покривалом, і священний камінь. Туди відбувалися регулярні паломництва та приносили жертви.
Після Завоювання Мекки пророк Мухаммад наказав Халіду ібн аль-Валіду зруйнувати цей ідол .